# Szegi, Borsod-Abaúj-Zemplén
Szegi este un sat în districtul Tokaj, județul Borsod-Abaúj-Zemplén, Ungaria, având o populație de 315 locuitori (2011). 

## Demografie
Componența etnică a satului Szegi
     Maghiari (100%)
Componența confesională a satului Szegi
     Romano-catolici (40,95%)
     Greco-catolici (16,51%)
     Reformați (9,52%)
     Fără religie (6,35%)
     Atei (1,27%)
     Necunoscută (25,4%)
Conform recensământului din 2011, satul Szegi avea 315 locuitori. Din punct de vedere etnic, majoritatea locuitorilor (100,0%) erau maghiari. Nu există o religie majoritară, locuitorii fiind romano-catolici (40,95%), greco-catolici (16,51%), reformați (9,52%), persoane fără religie (6,35%) și atei (1,27%). Pentru 25,4% din locuitori nu este cunoscută apartenența confesională.